# Anaspis quadrimaculata
Anaspis quadrimaculata es una especie de coleóptero de la familia Scraptiidae.

## Distribución geográfica
Habita en Europa y en el este de África.